# Nikujaga
Le nikujaga (肉じゃが, littéralement « viande-pomme de terre ») est un plat japonais constitué de viandes, pommes de terre et oignons cuits dans un bouillon sucré au soja, inventé à la fin du XIXe siècle.

## Recette
Le nikujaga est un plat constitué de viandes, pommes de terre et oignons cuits dans un bouillon sucré au soja, parfois avec du ito konnyaku et des légumes. Le plus souvent, la viande utilisée est du bœuf coupé en fines lamelles, mais le bœuf haché est aussi courant. Cependant, on le remplace généralement par du porc dans l'est du Japon.
C'est un plat communément préparé en hiver, servi avec un bol de riz blanc et de soupe miso. On en trouve parfois dans les izakaya. Le nikujaga est considéré comme un plat réconfortant, et de nombreux Japonais affirment en avoir très envie s'ils n'en ont pas mangé depuis une longue période[réf. nécessaire].

## Histoire
Le nikujaga aurait été inventé par des chefs cuisiniers de la Marine impériale japonaise à la fin du XIXe siècle. Il serait inspiré des ragoûts de bœuf servis dans la Royal Navy britannique que le futur amiral Heihachirō Tōgō aurait découverts alors qu'il étudiait les sciences navales à Portsmouth en Angleterre. Dès son retour au Japon, il aurait commandé une version japonaise du plat pour ses valeurs nutritionnelles, devant être utilisée dans la Marine japonaise[réf. nécessaire]. Le premier nikujaga aurait été cuisiné dans la base de Maizuru ou dans celle de Kure.